# 神岛 (和歌山县)

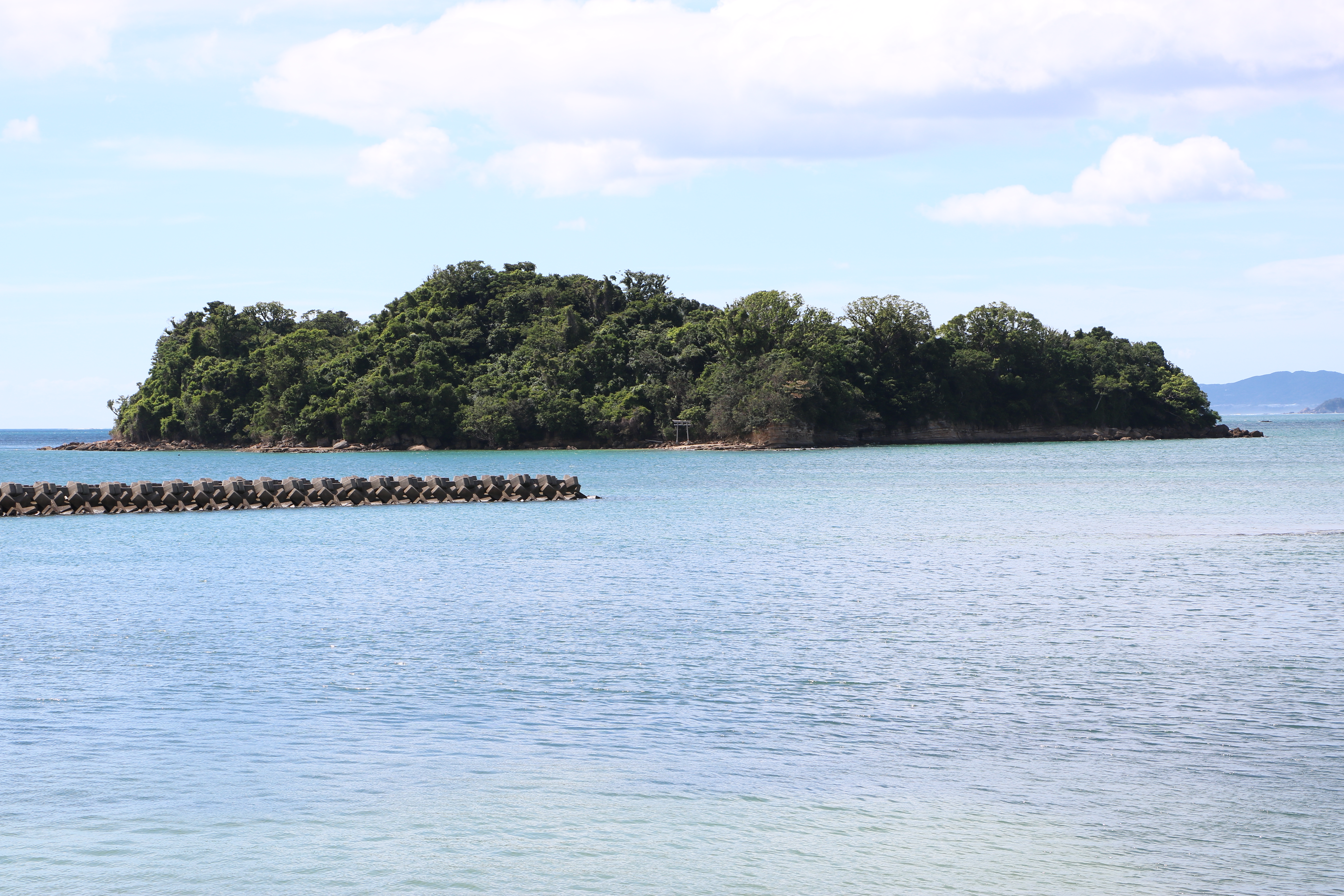
从鳥巢半岛看到的神岛

神岛（日语：かしま）是一个无人岛，位于和歌山县田边市。 全岛被照月林所覆盖，并且拥有许多南方植物，因此被指定为自然纪念物。该岛也因南方熊楠的自然保护运动而闻名。

## 概况
神岛是田边湾内的一个无人岛，行政区划是田边市新庄町3972号。自古以来，整个岛屿就被视为海上守护神，树林作为神林受到当地的保护，在明治时代之前，没有受到人类的干预。

## 地形
神岛是一个面积为2.99公顷的小岛，位于北纬33°42'和东经135°22'50'。 最近的陆地是新庄町的Torinosu，相距不到500米。 该位置更靠近田边湾南侧的河口，而羽岛号则位于该湾的河口附近。